# شوالیه ایمان
شوالیه ایمان (انگلیسی: Knight of faith) فردی است که به خود و خدا ایمان کامل دارد و می‌تواند آزادانه و مستقل از دنیا عمل کند. سورن کی‌یرکگور فیلسوف دانمارکی قرن نوزدهم، در چند اثر خود که با نام مستعار نوشته است، با عمیق‌ترین و دقیق‌ترین نقدهایی که در ترس و لرز و در تکرار نگاشته است، شوالیه ایمان را جانشین خود می‌کند.

## بررسی اجمالی
یوهانس دی سیلنتیو، نام مستعار کی‌یرکگارد در ترس و لرز استدلال می‌کند که شوالیه ایمان پارادوکس است، فرد است، مطلقاً چیزی جز فرد، بدون ارتباط یا ادعا است. شوالیه ایمان فردی است که می‌تواند زندگی را به زیبایی در آغوش بگیرد: کی‌یرکگور در کتاب یا این/یا آن این گونه بیان می‌کند: «وقتی در اطراف یکی همه چیز ساکت می‌شود، مانند شب روشن و پر ستاره‌ای که روح در آن تنها می‌شود؛ تمام جهان، پس قبل از ظهور، نه یک انسان خارق‌العاده، بلکه خود نیروی ابدی ظاهر می‌شود، سپس آسمان‌ها گشوده می‌شوند و من خود را انتخاب می‌کند یا به عبارت صحیح‌تر، دریافت می‌کند. پس از آن شخصیت، نشان شوالیه را دریافت می‌کند و او را برای ابدیت می‌بخشد. شوالیه ایمان تنها مرد خوشبخت است، وارث زیادی ندارد، درحالی‌که شوالیه تسلیم غریبه و بیگانه است.»

## سه مرحله
کی‌یرکگور سه سطح از وجود فردی را تشخیص داد: زیبایی‌شناختی، اخلاقی و مذهبی. در ترس و لرز، سیلنتیو در هر مرحله به افراد به‌عنوان خود شخصی، خود مدنی و خود مذهبی اشاره می‌کند. هر یک از این سطوح هستی، سطوح زیرین خود را در بر می‌گیرد: یک فرد اخلاقی یا مذهبی هنوز هم می‌تواند از نظر زیبایی‌شناختی از زندگی لذت ببرد. ابراهیم آموخت که چگونه رابطه محدود خود با خانواده خود را از رابطه نامحدود خود با خدا جدا نگه دارد. او باید بر ترس از اضطراب از دست دادن چیزی غلبه می‌کرد. هر کدام اضطراب را به درجات متفاوتی و ترس از اضطراب را به روشی منحصربه‌فرد تجربه می‌کنند.

## شوالیه ایمان و شوالیه تسلیم بی‌نهایت
سیلنتیو کی‌یرکگور، شوالیه ایمان را در برابر دو نفر دیگر قرار می‌دهد، شوالیه تسلیم بی‌نهایت و «بردگان» قلمرو زیبایی‌شناختی. کی‌یرکگور از داستان یک شاهزاده خانم و مردی استفاده می‌کند که دیوانه‌وار عاشق او شده است، اما شرایط طوری است که مرد هرگز نمی‌تواند در این دنیا به عمق این عشق پی ببرد. فردی که در مرحله زیبایی‌شناسی قرار دارد، این عشق را رها می‌کند و مثلاً فریاد می‌زند: «چنین عشقی حماقت است. فردی که در مرحله اخلاقی است از این عشق دست برنمی‌دارد، بلکه به این امر دل می‌بندد که هرگز در این دنیا با هم نخواهند بود. شوالیه تسلیم بی‌نهایت ممکن است باور داشته باشد که ممکن است در زندگی دیگری یا در روح دیگری با هم باشند، اما آنچه مهم است این است که شوالیه تسلیم بی‌نهایت از با هم بودنشان در این دنیا و در این زندگی دست می‌کشد.
شوالیه ایمان همان چیزی را احساس می‌کند که شوالیه تسلیم بی‌نهایت احساس می‌کند، اما با این تفاوت که شوالیه ایمان معتقد است که در این دنیا؛ در این زندگی، آن‌ها با هم خواهند بود. شوالیه ایمان می‌گوید: «معتقدم که او را به فضیلت، یعنی از پوچ بودن، به‌خاطر این واقعیت که با خدا همه چیز ممکن است، به‌دست خواهم آورد». این حرکت دوگانه متناقض است، زیرا از یک سو، از نظر انسانی امکان ندارد که با هم باشند، اما از سوی دیگر شوالیه ایمان حاضر است باور کند که از طریق امکان الهی با هم خواهند بود.
سیلنتیو با استفاده از مثال مردی که عاشق شاهزاده خانم است، نحوه حرکات شوالیه تسلیم بی‌نهایت و شوالیه ایمان را شرح می‌دهد. این حرکات به‌صورت هنجاری انجام می‌شود که نیاز به اشتیاق دارد. برای شوالیه تسلیم بی‌نهایت، با اذعان به غیرممکن بودن عشق بین مرد و شاهزاده‌خانم، از عشق بی‌نهایت به‌روش زیر چشم‌پوشی می‌شود:
- در وهله اول، شوالیه تسلیم بی‌نهایت این قدرت را خواهد داشت که تمام جوهر زندگی خود و معنای فعلیت را در یک خواسته واحد متمرکز کند.
- در مرحله بعدی، شوالیه این قدرت را خواهد داشت که نتیجه‌گیری تمام تفکر خود را در یک عمل آگاهانه متمرکز کند.
- سپس شوالیه حرکت می‌کند. شوالیه همه چیز را به یاد خواهد آورد، اما این یادآوری دقیقاً درد است، و در عین حال در تسلیم بی‌پایان، او با هستی آشتی می‌کند.
- عشق او به آن شاهزاده‌خانم برای او تبدیل به ابراز عشق ابدی می‌شود، شخصیتی مذهبی به خود می‌گیرد، به عشق موجود ابدی تبدیل می‌شود، عشقی که تحقق را انکار می‌کرد اما او را بار دیگر در آگاهی ابدی خود آشتی می‌دهد. اعتبار به شکلی ابدی که هیچ فعلیتی نمی‌تواند از او سلب کند.
- در تسلیم بی‌نهایت صلح و آرامش جریان دارد.

شوالیه ایمان همان کاری را انجام می‌دهد که شوالیه دیگر انجام داد، اما او یک حرکت دیگر را نیز انجام می‌دهد، می‌گوید: با این وجود، من ایمان دارم که او را به‌دست خواهم آورد؛ یعنی به دلیل پوچ بودن، به دلیل این واقعیت که برای خدا همه چیز ممکن است. شوالیه ایمان می‌تواند به‌واسطه امر پوچ، به آنچه می‌خواهد به‌طور کامل و سراسر دست یابد. با این حال، سیلنتیو همچنین اظهار می‌کند که «این کار تمام شده و فراتر از قدرت انسانی است، این یک شگفتی است.»

## ابراهیم و اسحاق

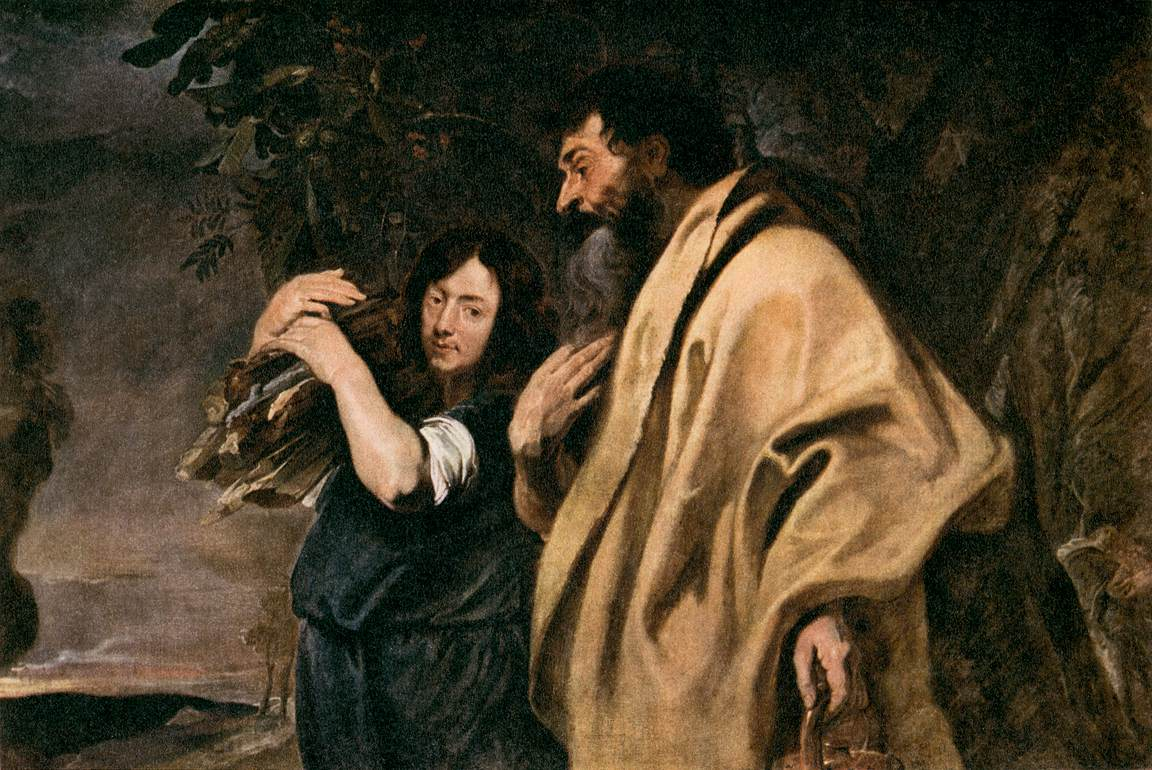
ابراهیم و اسحاق اثر آنتونی ون دایک

یوهانس دی سیلنتیو معتقد است که ابراهیم یکی از شوالیه‌های ایمان است. در سفر پیدایش خداوند به ابراهیم گفت که پسرش اسحاق را قربانی کند. ابراهیم از صمیم قلب به پسرش عشق می‌ورزید، اما با این‌که از این سرنوشت ناله می‌کرد، صادقانه از این فرمان اطاعت کرد. درست زمانی که می‌خواست این عمل را انجام دهد، فرشته‌ای جلوی ابراهیم را گرفت و پسرش و ایمان ثابتش را به او پاداش داد. در همان عمل متناقض ارتکاب قتل، که به‌طور انسانی پسرش را به قتل می‌رساند، ابراهیم معتقد بود، از طریق فضیلت پوچ، همچنان پسرش را زنده و سالم خواهد داشت. ابراهیم حاضر بود همه چیز را برای خدا به خطر بیندازد. او حاضر به عمل بود و در عمل خود بالاترین خیر، سعادت ابدی خود را دریافت کرد.
اما ابراهیم چگونه عمل کرد؟ با توکل به خدا ۳ روز راه رفت. این نمونه‌ای از زنده نگه داشتن امید است. هر اخلاق‌شناسی بر این عقیده بود که باید قبل از ترک خانه می‌مرد. اگر به سارا می‌گفت چه اتفاقی برای انتظار و امیدش می‌افتاد؟ یا چه اتفاقی برای اسحاق می‌افتاد؟ او باید خودش را توضیح می‌داد اما نتوانست؛ بنابراین به‌دنبال حقیقت چیزی بود که به‌عنوان عالی‌ترین خیر می‌فهمید. او تصمیم خود را دست‌نخورده نگه داشت.